# Jean de La Fontinelle
 (juin 2016).
Si vous disposez d'ouvrages ou d'articles de référence ou si vous connaissez des sites web de qualité traitant du thème abordé ici, merci de compléter l'article en donnant les références utiles à sa vérifiabilité et en les liant à la section « Notes et références ».
Jean René William Brunet Santerre de La Fontinelle dit Jean de La Fontinelle, né le 8 décembre 1900 à Londres et mort le 20 novembre 1974 à Paris (4e), est un peintre et illustrateur français.
Peintre paysagiste et animalier, il collabora à de nombreuses publications et journaux pour la jeunesse, notamment avec René Guillot.

## Biographie

### Famille
Jean de La Fontinelle est le fils du peintre René de La Fontinelle (1853-1908) et de Marguerite Ortmans (1865-1927) fille du peintre François Auguste Ortmans (1826-1884). Son père meurt alors qu'il est encore enfant. Il est alors élevé par sa mère à Neuilly-sur-Seine où la famille s'est installée et où il résidera avec sa famille jusqu'à son décès.
Certaines notes biographiques le confondent avec le céramiste Louis Fontinelle (1927-1964).

### Formation et voyages
Élève du peintre H. Armand Delille, il suit également les cours de l'Académie de la Grande Chaumière à Paris dans l'atelier de Lucien Simon. Peintre animalier, il dessine et peint sur le vif notamment au jardin des plantes de Paris et au zoo d’Édimbourg en Écosse. Il peint également régulièrement les villes et les ports de Bretagne. Il fut également illustrateur animalier de nombreuses publications de 1929 à 1960.
À l'occasion d'un voyage en Nouvelle-Calédonie en 1968-1969, il rapporte des dessins et peintures réalisés en Nouvelle-Calédonie et lors de ses escales notamment à Ceylan, Singapour et à Tahiti.

## Expositions
De 1925 à 1972 il expose au Salon des artistes français à Paris, de 1962 à 1969 à Édimbourg, Glasgow et North Berwick en Écosse. En 1969, il expose au musée néo-calédonien de Nouméa (Nouvelle-Calédonie).

## Récompenses[5]
- 1928 : mention au Salon des artistes français
- 1930 : médaille d'argent au Salon des artistes français
- 1935 : prix Rosa Bonheur
- 1937 : médaille d'or au Salon des artistes français

## Œuvres

### Collections publiques
- « Septembre en Bretagne », 1930, triptyque, huile sur toile, 75 x 264 cm. Achat à l'artiste en 1930. Inv. : FNAC 11634 Centre national des arts plastiques[6]
- Dijon, musée des beaux-arts.
- "Dieppe", dessin et aquarelle, signé : "J de la Fontinelle Dieppe juillet 36". Achat 31–12–1936. Numéro d’inventaire:  AMD 470, musée d'Art moderne de la ville de Paris[7].

### Ouvrages illustrés
- Charles Robert-Dumas, Contes d'or de ma mère-grand, illustrations en noir in-texte et à pleine page, 7 en couleurs contrecollées de Maurice Berty, J. Duché, Jean de La Fontinelle, Félix Lorioux, d'A. Marty, Paris, Boivin, 1929, In-4, 158 p.
- Jean de la Fontinelle, Les Vacances de M. et Mme Jars, couverture illustrée, 26,5 cm x 22 cm, Paris, Hachette, sans date [vers 1930], 20 p.
- IlIustr. dans Familia Gâcanescu in vacanta, à Bucarest, chez Hachette, 1930, in-4°.Impr[8].
- M. F. Hellet, La Famille Croque-Lardons, images par Jean de La Fontinelle, Nancy-Paris-Strasbourg, Èditions Berger-Levrault, 1931, 43 p.
- M. F. Hellet, Toto Croque-Lardons, images par Jean de La Fontinelle, Nancy-Paris-Strasbourg, Éditions Berger-Levrault, 1932, 51 p.
- Charles Kingsley, Une étrange aventure au fond des mers, adapté de l’anglais par M.L. Ventteclaye, Paris, J. de Gigord éditeur, 1932, 205 p.
- S. G. Gurney et M. F. Power, Histoires pour les louveteaux, In 8 broché, 1er plat, illustré en couleurs, traduit de l'anglais. Illustrations noir et blanc in et hors de Jean de La Fontinelle, Paris, J. De Gigord éditeur, Collection « Le feu du camp », 1933, 186 p. Romans scouts publiés sous la direction de André Noël et Maurice De Lansaye, Commissaires au quartier général des Scouts de France.
- Jean de La Fontinelle, Alphabet, Paris, Éditions Berger-Levrault, 1933[9].
- Louis Robert-Busquet, Le roman de Renart poème satirique du moyen age, illustrations de Jean de La Fontinelle, illustration de couverture, Fernand Lanore, 1935, 284 p.
- Jules Michelet, L'oiseau, cartonnage rouge et or, illustrations de Jean de la Fontinelle, Paris, Hachette, 1936. In-4, 106 p.
- Alexandre Dumas, Les deux frères, illustrations en noir de Jean de La Fontinelle, Paris, Librairie Delagrave, 1938, 64 p.
- R. Guinot, Oiseaux utiles et nuisibles, couverture ornée, 15 planches en hors texte en couleurs par Jean de la Fontinelle, Paris, Rustica. s.d. (vers 1942), 128 pp. in 12.
- Colette Vivier, Le Pays du calcul, couverture illustrée couleurs rempliée, images de Jean de la Fontinelle in et hors-texte, Paris, Gallimard, 1947, 60 p. Grand in-8 broché.
- René Guillot, La Brousse et la bête, légendes à la manière des griots, relié cartonnage toilé vert avec jaquette illustrée en couleurs, Delagrave, 1950, 190 p.
- René Guillot, Sama, prince des éléphants, illustrations de Jean de La Fontinelle, Paris, Bourrelier, collection « Primevère », 1950. Prix Jeunesse 1950.
- René Guillot, Sirga la lionne, illustrations de J. de La Fontinelle, Éditions Magnard, 1951, 192 p.
- René Guillot, Ouoro le chimpanzé, Éditions Magnard, 1951, 192 p. collection "Fauves et Jungles" dirigée par René Guillot
- René Guillot, La légende des licornes, illustrations de J. de la Fontinelle, Magnard, collection "Fauves et Jungles" dirigée par René Guillot[10]
- Fanny Chantavoine, Le cirque Antonio, illustrations Jean de La Fontinelle, Paris, Éditions de l’Amitié, collection « Heures joyeuses », 1951 ou 1950, 199 p.
- René Guillot, La Brousse et la bête, Savanes et Sortilèges, Librairie Delagrave, Paris, 1953. In/8 broché, couverture illustrée, illustrations de Jean de La Fontinelle in-texte en noir et hors-texte en couleurs, 190 p.
- René Guillot, Plein Nord, illustrations de Jean de La Fontinelle, Paris, Magnard, 1953, 192 p.